# Найтсбрідж (станція метро)
51°30′06″ пн. ш. 0°09′39″ зх. д. / 51.501667° пн. ш. 0.160833° зх. д.
Найтсбрідж (англ. Knightsbridge) — станція Лондонського метрополітену. Розташована у 1-й тарифній зоні, на лінії Пікаділлі між станціями Гайд-парк-корнер та Саут-Кенсінгтон. В 2017 році пасажирообіг станції становив 17.21 млн осіб.
15. грудня 1906 — відкриття станції у складі Great Northern, Piccadilly and Brompton Railway

## Пересадки
Пересадки на автобуси London Buses маршрутів: 9, 14, 19, 22, 23, 52, 74, 137, 414, C1 та нічні маршрути N9, N19, N22, N74, N137

## Послуги
| Попередня станція | Лінія | Лінія                            | Лінія | Наступна станція |
| ----------------- | ----- | -------------------------------- | ----- | ---------------- |
| Гайд-парк-корнер  |       | Лондонське метро лінія Пікаділлі |       | Саут-Кенсінгтон  |